# サビカブト
サビカブト（サビイロカブト、学名：Allomyrina pfeifferi）は、昆虫綱甲虫目コガネムシ科カブトムシ亜科カブトムシ族 (Dynastini) サビカブト属 Allomyrina に分類される昆虫の種。
日本には生息しておらず、主に東南アジアのマレー半島とその周辺の島嶼部に分布する体長30 - 40 mm程度の種である。サビイロカブトは全体的に毛が生えており、この毛が「サビ」の色に見えることからこの名がつけられた。日本などの東アジアに分布するカブトムシ Trypoxylus dichotomus はカブトムシ属 Trypoxylus に分類されているが、かつては本種と同じ Allomyrina 属に分類されていた。
頭角は先でY字形に分かれており、胸角は箆のようになっている。地上性で、脚なども短い。
同じく東南アジアに分布するハナムグリ類として、サビカブトハナムグリ属 Mycteristes という属が存在する。

## 生態
生体は不明な点が多い。ケンカはあまりしないが、闘うときは下からツノですくい上げるような戦法をとる。分布/東南アジア地域成虫平均寿命３~１０ヶ月、幼虫でいる期間は、約8ヶ月ほど卵でいる。期間は、約1か月半～2か月程度。サビイロカブトはたまに鳴くことがある。

## 亜種
- ssp. pfeifferi - マレー半島・スマトラ島・カリマンタン島・ミンダナオ島
- ssp. celebensis - スラウェシ島
- ssp. mindanaoensis ミンダナオ島